# 엘리필름
주식회사 엘리필름(영어: ALLYFILM Co., Ltd.,는 대한민국의 기업이다. 2021년 6월 창립되었으며, 본사는 서울특별시에 있다. 엘리카메라라는 대표이사(강혜원)가 동일한 회사를 합병하여, 사진처리업(현상), 사진기자재 수입과 판매, 제조, 전시기획 및 출판 등 필름카메라 관련사업을 영위하고 있다.

## 사업분야

### 필름사진 전시기획 및 주관
- 2022. 04. 29 ~ 2022. 05. 05 잔나비 최정훈 필름사진전 기획 및 주최[2]
- 2023. 06. 01 ~ 2023. 06. 07 데이먼스이어 필름사진전 기획 및 주관[3]
- 2024. 10. 13 ~ 2024. 10. 20 레드벨벳 강슬기 필름사진전 기획 및 주관